# ایران در ۲۰۰۱
ایران در ۲۰۰۱ گاه‌شماری از مهم‌ترین رویدادها در سال ۲۰۰۱ در کشور ایران است.

## حاکمان
- مقام معظم رهبری: علی خامنه ای
- رئیس‌جمهور: محمد خاتمی
- نایب رئیس: حسن حبیبی (تا ۲۰ شهریور)، محمدرضا عارف (از ۲۰ شهریور)
- رئیس دادگستری: محمود هاشمی شاهرودی

## رویدادها
- ۸ ژوئن - محمد خاتمی با کسب بیش از ۷۵ درصد آرا برای دوره بعدی مجدداً به عنوان رئیس‌جمهور انتخاب شد.[۱]